# Pasir Limau Kapas (plaats)
Pasir Limau Kapas is een bestuurslaag in het regentschap Rokan Hilir van de provincie Riau, Indonesië. Pasir Limau Kapas telt 5176 inwoners (volkstelling 2010).